# 1604
1604 (MDCIV) fue un año bisiesto comenzado en jueves según el calendario gregoriano.

## Acontecimientos

### Enero
- 1 de enero - La Máscara de caballeros indios y chinos es interpretada por cortesanos de Jacobo VI y I en Hampton Court
- 14 de enero - La Conferencia de Hampton Court se lleva a cabo entre Jacobo I de Inglaterra, los obispos anglicanos y representantes de los puritanos. Comienza el trabajo en la Versión Autorizada de la Biblia del Rey Jacob I y la revisión del Libro de Oración Común.
- 24 de enero: Da fin la regencia de 20 años de Safiye Sultan, cuando su nieto nuevo Sultán del Imperio Otomano Ahmed I la exilia al Eski Saray.

### Febrero a mayo
- 30 de marzo: Hugh O'Neill pone fin a la Guerra de los Nueve Años irlandesa.
- 8 de abril-18 de mayo: Poitevin Daniel de La Touche de La Ravardière, que salió de Cancale el 24 de enero, explora las desembocaduras del Amazonas, la costa de Maranhão y la Guayana Francesa. Regresó a Cancale 15 de agosto.
- Comienzo de Shogunato Tokugawa en Japón.

### Mayo
- 20 de mayo: Renovación de las capitulaciones otorgadas por el Imperio Otomano a Francia bajo Francisco I de Francia. Francia ejerció su protectorado sobre los europeos que viajaban dentro del imperio (excepto venecianos e ingleses).

### Junio a diciembre
- Gaspar de Zúñiga y Acevedo reemplaza a Luis de Velasco como Virrey del Perú.
- Fundación de Tomsk, en la Siberia rusa.
- Miembros de la expedición de Samuel de Champlain son probablemente los primeros europeos en observar la Cataratas del Niágara.
- Jacobo I de Inglaterra negoció el Tratado de Londres con el que acababan las hostilidades con España.
- 20 de septiembre: Concluye el sitio de Ostende con la toma de la ciudad por los tercios españoles de Ambrosio Espínola.
- 27 de septiembre: es fundado en Bogotá el Colegio Mayor de San Bartolomé de la Compañía de Jesús.
- 8-9 de octubre La supernova que se conoce como Supernova de Kepler (SN 1604) se observa por primera vez desde el norte de la península itálica. Desde el 17 de octubre, Johannes Kepler comienza la observación desde Praga. Esta es la última supernova observada en la Vía Láctea.
- 24 de noviembre: Un terremoto de 9,0 sacude la ciudad chilena de Arica produciendo un destructivo tsunami que deja más de 100 muertos.
- 29 de diciembre: Un terremoto de 8,1 sacude el estrecho de Taiwán dejando varios muertos.
- Es fundado el municipio de General Escobedo, Nuevo León, México por el capitán José de Treviño.

## Arte y literatura
- Francisco de Quevedo escribe la novela picaresca Historia de la vida del Buscón llamado don Pablos
- William Shakespeare
  - Otelo (Estreno: 1 de noviembre).
  - Medida por medida.
- Lope de Vega publica la novela bizantina El peregrino en su patria.
- John Dowland publica Lachrimae
- Mateo Alemán publica la segunda parte de Guzmán de Alfarache.

## Ciencia y tecnología
- La supernova SN 1604 es observada por Johannes Kepler.
- En octubre, Galileo Galilei descubre la ley del movimiento uniformemente acelerado.

## Nacimientos
- 3 de noviembre: Osman II, sultán del Imperio otomano.

## Fallecimientos
- 4 de enero: Ferencz Nadasdy, aristócrata («barón») y militar húngaro, el «Caballero Negro de Hungría», esposo de la famosa asesina en serie Erzsébet Báthory (1560-1614).
- 29 de agosto: Otón Enrique del Palatinado-Sulzbach, aristócrata alemán y conde palatino de Sulzbach (n. 1556).
- 23 de septiembre: Gabriel Vázquez, sacerdote jesuita, teólogo, orador y moralista católico español (n. 1549), conocido por un estudio completo de las obras de san Agustín de Hipona.
- 9 de octubre: Enrique V de Reuss-Untergreiz, primer conde de Reuss-Untergreiz (n. 1549).
- Sharaf Jan Bidlisi (61), escritor, historiador, poeta y político kurdo iraní, autor del Sharafnama (libro de historia de los kurdos) y emir de Bitlis (n. 1543). Quizá falleció en 1603.